# 中国共产党洛阳市委员会
中国共产党洛阳市委员会，简称中共洛阳市委，是中国共产党在河南省洛阳市设立的地方党组织，是中国共产党在洛阳市范围内的代表机关；根据中国共产党河南省委员会的授权，领导本地区的工作，每届任期五年。